# Crepidomanes humile
Espèce
Crepidomanes humile est une fougère épiphyte de la famille des Hyménophyllacées.

## Description
Cette espèce a les caractéristiques suivantes ;
- le rhizome est filiforme avec de courtes radicelles ;
- les frondes ont entre deux et cinq centimètres de long sur un à deux de large ;
- le limbe des frondes, lancéolé ou oblongue, est divisé deux fois ;
- les sores sont solitaires, insérés dans de limbe d'un segment latéral ;
- la columelle est d'environ deux fois la taille du sore ;
- l'indusie est urcéolée, très légèrement bilabiée.

Comme toutes les espèces du genre, elle compte 36 paires de chromosomes.

## Distribution et habitat
Cette espèce se trouve à Java, Taïwan, Nouvelle-Guinée, en Nouvelle-Zélande et en Polynésie (en particulier en Nouvelle-Calédonie).
Elle est épiphyte, sur des arbres des forêts tropicales humides.

## Historique et position taxinomique
Cette espèce est décrite une première fois par Georg Forster en 1786 à partir d'un exemplaire collecté aux Îles de la Société. Il la nomme Trichomanes humile en raison de petite taille.
En 1843, Karel Bořivoj Presl place cette espèce dans le genre Didymoglossum : Didymoglossum humile (G.Forst.) C.Presl.
En 1861, Roelof Benjamin van den Bosch la reclasse dans le genre Crepidomanes : Crepidomanes humilis (G.Forst) Bosch. La terminaison de l'épithète spécifique est corrigée par Clyde Franklin Reed en 1949.
En 1938, Edwin Bingham Copeland la transfère dans le genre Crepidopteris : Crepidopteris humile (G.Forst.) Copel..
En 1970, Rodolfo Emilio Giuseppe Pichi-Sermolli la place dans le genre Reediella : Reediella humilis (G.Forst.) Pic.Serm..
En 1974, Conrad Vernon Morton la classe dans le genre Trichomanes, sous-genre Trichomanes, section Crepidium.
En 2006, Atsushi Ebihara, Jean-Yves Dubuisson, Kunio Iwatsuki, Sabine Hennequin et Motomi Ito confirment le reclassement de Roelof Benjamin van den Bosch et prennent Crepdidomanes humile comme espèce représentative du genre Crepdiomanes, sous-genre Crepidomanes, section Crepdium.
Crepidomanes humile appartient au sous-genre Crepidomanes, section Crepidium.
Elle compte de nombreux synonymes :
- Crepidopteris humilis (G.Forst.) Copel.
- Didymoglossum humile (G.Forst.) C.Presl
- Reediella humilis (G.Forst.) Pic.Serm.
- Trichomanes concinnum Mett.
- Trichomanes filiculoides Christ
- Trichomanes gracilimum Copel.
- Trichomanes humile G.Forst.
- Trichomanes lauterbachii Christ
- Trichomanes luzonicum C.Presl
- Trichomanes wildii F.M.Bailey